# Ursa (platforma)
Ursa – platforma wiertnicza i wydobywcza typu TLP, zakotwiczona w Zatoce Meksykańskiej w miejscu o głębokości około 1200 metrów.

## Kadłub
Budowę rozpoczęto w 1996. Kadłub platformy został zbudowany w Tarencie we Włoszech i dostarczony do  Caracas Bay w Curaçao na barce. 
Kadłub składa się z czterech cylindrycznych pontonów, każdy o średnicy 26 metrów i wysokości 54 metrów, ustawionych pionowo i połączonych łącznikiem o przekroju 11,5 x 9 metrów. Kadłub, przy zanurzeniu konstrukcyjnym, ma wyporność około 97500 ton.

## Nadbudówka
Nadbudówka platformy składa się z 6 modułów (mieszkalny, z miejscami dla 110 osób, zasilania, dwa moduły przetwórstwa, moduł wiertniczy oraz część z głowicami). Moduły są połączone konstrukcją kratownicową o rozmiarach 100 x 100 metrów. Masa nadbudówki wynosi około 22400 ton (włącznie z całym wyposażeniem i wieżą wiertniczą. Nadbudówkę skonstruowano w J Ray McDermott International w Morgan City (Luizjana). Prace trwały od 1996.
Pierwotnie planowano osadzanie modułów nadbudówki na kadłubie zakotwiczonym na docelowym miejscu. Jednak opóźnienia w przygotowaniu pola spowodowały zmianę planów. Elementy dostarczono do Caracas Bay i tam zmontowano przy pomocy dźwigu pływającego Balder, a następnie przeholowano na właściwe miejsce.

## Zakotwiczenie
Cała konstrukcja przymocowana jest do dna za pomocą systemu składającego się z 16 pali wbitych w dno. Każdy z pali ma około 135 metrów długości i 2,45 metra średnicy. Masa każdego pala to około 380 ton.

## Elementy mocujące
Kadłub platformy przymocowany jest do systemu pali za pośrednictwem 16 stalowych odciągów rurowych o średnicy 81 cm, grubości ścian 38 mm i masie około tysiąca ton każdy. Odciągi maja długość około 1160 metrów. 

## Odwierty
Pod platformą przygotowano miejsce na 24 odwierty. 3 z nich zostały wykonane przed instalacją platformy. Niektóre z odwiertów wykorzystywane są do zatłaczania wody do złoża, co pozwala na jego lepszą eksploatację.

## Rurociągi
Wydobyta ropa i gaz są transportowane na odległość około 75 km, do platformy West Delta 143 przez rurociąg o średnicy 45 cm (ropa) i 50 cm (gaz).

## Wpis do Księgi rekordów
W 2009 Ursa została wpisana do Księgi rekordów Guinnessa jako najwyższa konstrukcja na świecie. Wysokość liczona od dna do szczytu wieży wiertniczej wynosi 1306 metrów.